# Las marginadas
Las marginadas es una película española de género dramático estrenada el 9 de junio de 1977, dirigida por Ignacio Iquino y protagonizada en los papeles principales por Analía Gadé, Simón Andreu, Diana Lorys, Silvia Solar y Marina Ferri.

## Sinopsis
Cuatro mujeres a las que la vida no ha tratado bien –una alcohólica, una ex prostituta, una a la que la edad no perdona y otra a la que ha dejado tirada el novio– deciden unirse para hacer frente juntas a sus problemas e intentar hallar la felicidad.

## Reparto
- Analía Gadé como Consuelo.
- Simón Andreu como Julián.
- Diana Lorys como Rosa.
- Silvia Solar como María José.
- Marina Ferri como Pepa.
- Monika Kolpek como Karin.
- Perla Cristal como Emilia.
- Eduardo Fajardo como Don Fernando.
- Laly Soldevila como Marga.
- María Isbert como Tía María Dolores.
- Ágata Lys como Cristina.
- Rafael Anglada como Sereno.
- Luis Oar como cliente de Consuelo.
- Manuel Bronchud como camionero.
- Joan Llaneras como amante de María José.
- Dora Santacreu como dueña de la pensión.
- Antonio Sarrá como	Diego.
- Rebeca Romer como	Lola.
- Daniel Medrán como	ligón melenudo.
- África Mir como campesina / chica del club.
- Amparo Moreno como	campesina.
- Fredy Ripers como camionero.